# Vaspoerakan

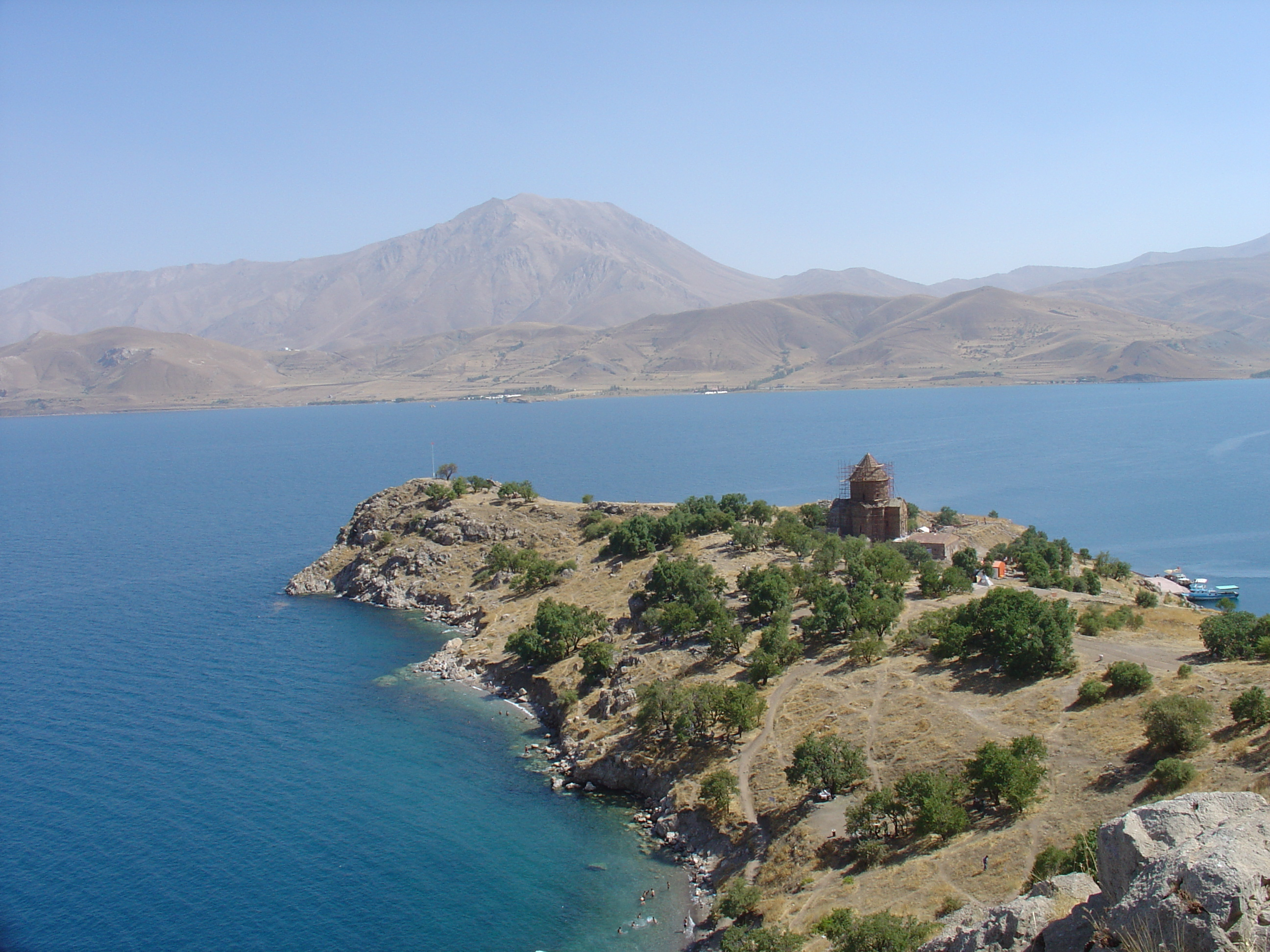
Eiland Aghtamar, verblijfplaats van koning Gagik I

Vaspoerakan (adellijk land of land van de prinsen) was aanvankelijk een Armeense provincie en later een zelfstandig koninkrijk. Het omvatte een gebied in Oost-Anatolië en West-Azerbeidzjan. Het centrum situeerde zich rond het Vanmeer in Turkije en reikte tot aan het Urmiameer in Iran .
Gedurende het merendeel van zijn bestaan werd het rijk beheerst door de Artsruni-dynasty, die erin slaagde een vorstendom te stichten onder de heerschappij van het koninkrijk Ani. Vaspoerakan werd een koninkrijk in 908.
In 1021 werd het koninkrijk ingelijfd bij het Byzantijnse Rijk als de provincie Basprakania of Media; enige jaren later werd het een deel van de provincie Taron.
Het koninkrijk had geen hoofdstad; het hof reisde rond van plaats tot plaats.

## Heersers
- Hamazasp II, vorst (800-836)
- Ashot I Abulabus Ardzruni, vorst (836-852), zoon van Hamazasp II
- Gurgen I Ardzruni, vorst (852-853), boer van Ashot I.
- Abu Djafar Ardzruni, vorst (853-854), vermoedelijk broer van Ashot I
- Gurgen II Ardzruni van Mardastan, vorst (854-857), verre verwante
- Grigor Derenik Ardzruni, vorst (857-868), zoon van Ashot I
- Ashot I Abulabus Ardzruni, vorst (868-874), tweede ambtstermijn
- Grigor Ardzruni, vorst (874-887), tweede ambtstermijn
- Gagik Abu Morvan Ardzruni, regent (887-897), vorst (897-898)
- Sargis Ashot, vorst (898-900), zoon van Grigor Ardzruni.
- Emir Afshin, (900)
- Safi, als gouverneur van Van (900-901)
- Sargis Ashot, opnieuw vorst (901-904)
- Khatchik Gagik III Ardzuni, heer van Rechtuniq (887-897), vorst van Noordwest-Vaspurakan (904-937), koning van Vaspurakan (937-943), broer van Sargis Ashot
- Gurgen III Artzruni, heer van Parskahaiq (887-897), vorst van Zuidoost-Vaspurakan (904-925), broer van Sargis Ashot
- Derenic Ashot III, koning (943-953), zoon van Gagik III.
- Abushal Hamazasp III, koning (953-972), broer van Derenic Ashot III.
- Ashot Sahak, koning (972-983), zoon van Abushal Hamazasp III.
- Gurgen Khatchik, koning (983-1003) en heer van Antzevaziq, broer van Ashot Sahak
- Seneqerim Ioan, koning (1003-1021) en heer van Rechtuniq, ook koning van Sebaste (1021), broer van Gurgen Khatchik.